# Devil's Meat
Devil's Metal es el primer y único EP de la banda de metal gótico Babylon Whores lanzado en 1994 y grabado en los Studio Equaliz
en Helsinki, Finlandia.

## Canciones
1. «Cool»
2. «Third Eye»
3. «East of Earth»

- Datos: Q5267187